# Stanisław Brzezina

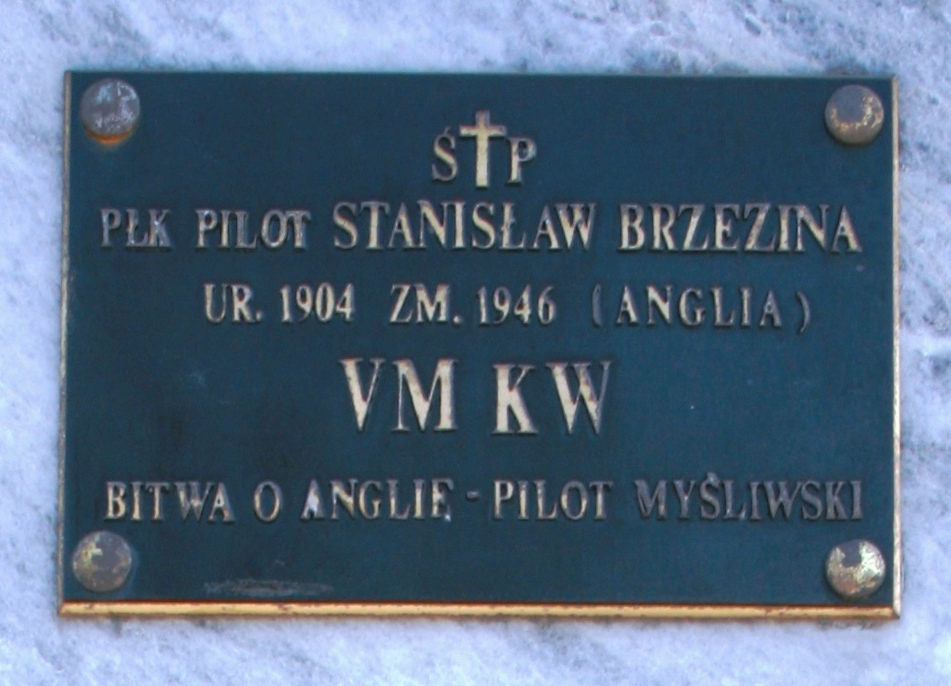
Tablica upamiętniająca Stanisława Brzezinę w Kwaterze 1 Samodzielnej Brygady Spadochronowej na Powązkach Wojskowych w Warszawie

Stanisław Brzezina (ur. 5 marca 1904 w Łodzi, w ówczesnej guberni piotrkowskiej, zm. 13 lutego 1946 w Orpington) – pułkownik pilot Polskich Sił Powietrznych w Wielkiej Brytanii, kawaler Krzyża Srebrnego Orderu Wojennego Virtuti Militari.

## Życiorys
Stanisław Brzezina w kwietniu 1919 jako piętnastoletni ochotnik wstąpił do Wojska Polskiego i brał udział w zajęciu Wilna. W 1920, po utworzeniu Litwy Środkowej, działał czynnie w Związku Obrony Kraju. W tym samym roku został zwolniony z wojska w celu ukończenia nauki. W 1924 został przyjęty do Szkoły Podchorążych Piechoty w Warszawie.
Był absolwentem Oficerskiej Szkoły Lotnictwa w Dęblinie (I promocja z lokatą 11). 15 sierpnia 1927 mianowany sierżantem podchorążym obserwatorem, został skierowany do 34. eskadry liniowej 3 pułku lotniczego w Poznaniu. Po odbyciu kursu pilotażu w Centrum Wyszkolenia Oficerów Lotnictwa został przeniesiony do 4 pułku lotniczego w Toruniu i przydzielony do 141 eskadry myśliwskiej. Przeniesiony z Torunia na stanowisko instruktora w CWOL w Dęblinie, a następnie w Szkole Podchorążych Rezerwy Lotnictwa w Toruniu był szefem pilotażu. Na stopień kapitana został mianowany ze starszeństwem z 1 stycznia 1936 w korpusie oficerów aeronautki. W marcu 1939 pełnił służbę w Szkole Pilotażu w Grudziądzu, a następnie w Ułężu, na stanowisku kierownika wyszkolenia pilotażu i strzelania. 
W kampanii wrześniowej to właśnie stamtąd wykonywał loty bojowe przeciwko samolotom Luftwaffe, bombardującym rejony Ułęża i Dęblina. Lotnicy pod jego dowództwem skutecznie odstraszali niemieckie bombowce, a nawet atakowali piechotę niemiecką w tym rejonie. 
Przez Rumunię i Francję przedostał się do Wielkiej Brytanii, gdzie wstąpił do RAF i otrzymał numer służbowy 76782. Jako pilot 74 dywizjonu myśliwskiego RAF uczestniczył w bitwie o Anglię. 13 sierpnia 1940 – zestrzelony podczas walki z Do-17, skakał na spadochronie. 19 lutego 1941 został organizatorem i pierwszym dowódcą 317 Dywizjonu Myśliwskiego Wileńskiego. 20 sierpnia 1941 obowiązki dowódcy przekazał kapitanowi Henrykowi Szczęsnemu. Od 18 sierpnia do 24 listopada 1941 dowodził 2 Polskim Skrzydłem Myśliwskim. Po odbyciu w Stanach Zjednoczonych kursu w Wyższej Szkole Lotniczej był dowódcą lotniska w Heston, a następnie w Wyższej Szkole Lotniczej w Peebles wykładowcą. W stopniu pułkownika mianowany w 1943 szefem sztabu Polskich Sił Powietrznych.
Pułkownik Brzezina rozbił się w Orpington koło Kentu podczas lotu służbowego z Niemiec do Anglii na samolocie Douglas DC-3 Dakota w dniu 13 lutego 1946. Został pochowany na cmentarzu St. Mary w Orpington, grób nr E, 94.

## Zwycięstwa powietrzne
Na liście Bajana zajmuje 153. pozycję z 2 pewnymi zestrzeleniami i jednym uszkodzeniem.
13 sierpnia 1940 zestrzelił samolot bombowy Dornier Do 17, a drugą maszynę tego typu uszkodził. 10 lipca 1941 zestrzelił samolot myśliwski Messerschmitt Bf 109.

## Ordery i odznaczenia
- Krzyż Srebrny Orderu Wojennego Virtuti Militari
- Krzyż Walecznych
- Polowa Odznaka Pilota
- Distinguished Flying Cross[6]